# 白山眞理
白山 眞理（しらやま まり、1958年10月1日 - ）は、写真評論家、写真史家。日本カメラ博物館に勤務。主な研究テーマは1920年代から60年代の日本写真史。
父は森山欽司、母は森山眞弓。

## 経歴
- 東京都世田谷区出身。
- 1981年、昭和女子大学文学部卒業。
- 1990年、財団法人・日本写真機光学器機検査協会（現在の「日本カメラ財団」）に入社。日本カメラ博物館、JCIIライブラリーの開設・運営に携わる。
- 東京造形大学、立教大学などで非常勤講師を勤める。
- 2012年 千葉大学大学院融合科学研究科後期博士課程単位取得退学（学術博士）。

写真関連雑誌や名取洋之助・日本工房などを中心に研究の後、芸術写真や外地での〈報道写真〉など日本写真史を幅広く研究。JCIIフォトサロンの展覧会企画なども担当。

## 所属団体
- 日本写真芸術学会
- 日本写真協会
- 日本写真学会

## 受賞歴
- 日本写真芸術学会学術賞（2003年）
- 日本写真学会学術賞（2014年）
- 日本写真協会賞学術賞（2015年）

## 著書・論文など
- 『写真雑誌の軌跡』（2001年、JCIIフォトサロン）
- 『報道写真の夢 : 名取洋之助と日本工房作品展（JCII photo salon library:149）』（2003年、JCIIフォトサロン）
- 『名取洋之助と日本工房（1931-1945）　報道写真とグラフィック・デザインの青春時代』（堀宜雄と共編、2006年、岩波書店）
- 『名取洋之助―報道写真とグラフィック・デザインの開拓者―』（2014年、平凡社コロナ・ブックス）
- 『〈報道写真〉と戦争 1930-1960』（2014年、吉川弘文館）
- 『戦争と平和〈報道写真〉が伝えたかった日本』（小原真史と共編、2015年、平凡社コロナ・ブックス）
- 『京都大学人文科学研究所所蔵　華北交通写真資料集成』全2巻（貴志俊彦と共編著、国書刊行会、2016年11月、論考編総335頁、写真編総443頁）
- 『カメラとにっぽん―写真家と機材の180年史』（日本カメラ博物館編、国書刊行会、2019年）
- 「対外宣伝への道―名取洋之助が外遊（1936-37）で得たもの」（2000年、日本写真芸術学会誌8巻2号）
- 「名取洋之助の挫折―国際文化振興会との1938-45年」（2000年、日本写真芸術学会誌9巻1号）
- 「木村伊兵衛における新興写真と社会的表現」（2001年、日本写真芸術学会誌10巻2号）
- 「反日宣伝に対抗する報道写真―「写真協会」の成立を中心として」（2004年、Intelligence4号、早稲田大学20世紀メディア研究所インテリジェンス編集委員会）
- 「日本の戦時宣伝写真を担った外国人写真家たち」（2010年、日本写真芸術学会誌19巻1号）
- その他JCIIフォトサロンにおける各種写真展を企画し、そのカタログも制作している。